# Johnny Thunders
Johnny Thunders (znany też jako Johnny Volume), właściwie John Anthony Genzale Jr (ur. 15 lipca 1952 w Queens w Nowym Jorku, zm. 23 kwietnia 1991 w Nowym Orleanie) – amerykański gitarzysta, wokalista i autor piosenek.

## Kariera
Johnny Thunders urodził się i wychowywał w Jackson Heights (w nowojorskiej dzielnicy Queens) w rodzinie włoskich katolików przybyłych wcześniej do USA z Avellino. Jako nastolatek lubił grać w baseballa, lecz nie został przyjęty do drużyny z powodu swoich długich włosów, których nie chciał obciąć. W 1971 zaczął karierę muzyczną w grupie Actress, która po dołączeniu wokalisty Davida Johansena zmieniła nazwę na New York Dolls.
Z New York Dolls nagrał dwa pierwsze albumy studyjne, po czym w 1975 opuścił zespół (wraz z perkusistą Jerrym Nolanem). Jeszcze w tym samym roku utworzył z Nolanem oraz ex–basistą Television Richardem Hellem grupę The Heartbreakers (czasem występującą jako Johnny Thunders and the Heartbreakers lub Johnny Thunders & The Heartbreakers). Kiedy Hell opuścił grupę, na jego miejsce zaangażowano basistę Billy’ego Ratha oraz gitarzystę Waltera Lure’a.
W tym składzie muzycy na początku 1977 przenieśli się do Londynu, gdzie grupa cieszyła się większą popularnością niż w USA. W połowie tego samego roku ukazał się jedyny studyjny album zespołu L.A.M.F. W następnym roku członkowie zespołu, którzy mieli problemy z narkotykami zawiesili działalność (wznawiając ją jeszcze na krótko w 1984 i 1990), grając pożegnalne koncerty w USA. Thunders następnie zajął się karierą solową nagrywając album So Alone z zaproszonymi przez siebie muzykami: m.in. Steve’em Jonesem, Paulem Cookiem (obaj Sex Pistols), Steve’em Marriottem (Small Faces) i Philem Lynottem (Thin Lizzy). Po nagraniu płyty krótko współpracował pod szyldem The Living Dead z Sidem Viciousem (ex–Sex Pistols). Na przełomie 1979/1980 występował z Wayne’em Kramerem z MC5 jako Gang War (w 1990 wydano płytę koncertową Gang War nagraną dziesięć lat wcześniej podczas występu grupy w Bostonie).
W 1984 ukazała się płyta Hurt Me nagrana tylko przez Thundersa, który akompaniował sobie na gitarze akustycznej. W następnym roku został wydany kolejny album Que Sera Sera z gościnnym udziałem m.in. Dave’a Tregunny (Sham 69) i Stiva Batorsa (The Dead Boys, Lords of the New Church).
W 1988 wspólnie z wokalistką Patti Palladin (która udzilelała swojego głosu również na wcześniejszych płytach Thundersa) wydał płytę Copy Cats (jako Johnny Thunders & Patti Paladin).

### Śmierć
Johnny Thunders zmarł 23 kwietnia 1991 w Nowym Orleanie wskutek przedawkowania metadonu. Sekcja zwłok wykazała również, że cierpiał na białaczkę. Został pochowany w Nowym Jorku na „Mount Saint Marys Cemetery”.

## Dyskografia

### New York Dolls
Dyskografia New York Dolls

### The Heartbreakers
Dyskografia The Heartbreakers

### Gang War
- Gang War (1990)

### Albumy solowe
- So Alone (1978)
- Diary of a Lover (1983)
- In Cold Blood (1984)
- Hurt Me (1984)
- Que Sera Sera (1985)
- Copy Cats (1988)

### Single solowe
- „Dead or Alive” (1978)
- „You Can’t Put Your Arms Around a Memory” (1978)
- „In Cold Blood” (1983)
- „Hurt Me” (1984)
- „Crawfish” (1984)